# NGC 3551
NGC 3551 is een elliptisch sterrenstelsel in het sterrenbeeld Leeuw. Het hemelobject werd op 24 augustus 1883 ontdekt door de Amerikaanse astronoom Lewis A. Swift.

## Synoniemen
- UGC 6203
- MCG 4-26-35
- ZWG 125.33
- NPM1G +22.0319
- PGC 33836